# Diores bouilloni
Diores bouilloni är en spindelart som beskrevs av Benoit 1965. Diores bouilloni ingår i släktet Diores och familjen Zodariidae.
Artens utbredningsområde är Kongo. Inga underarter finns listade i Catalogue of Life.